# Kopenske sile Ruske federacije
Kopenske sile Ruske federacije (rusko Сухопутные войска, latinizirano: Suhoputnije vojska, kratica SV, rusko CB) so kopenske sile Oboroženih sil Ruske federacije.

## Namen
Primarne odgovornosti Kopenskih sil Ruske federacije so zaščita državnih mej, boj na kopnem, varnost zasedenih teritorijev in poraz sovražnikovih enot. Kopenske sile morajo biti sposobne doseči te cilje tako v jedrski kot tudi v nejedrski vojni, zlasti brez uporabe sredstev za množično uničenje. Poleg tega morajo biti zmožne zaščititi nacionalne interese Rusije v okviru svojih mednarodnih obveznosti.

## Sestava
Vrhovni poveljnik Oboroženih sil Ruske federacije je Predsednik Ruske federacije. Glavno poveljstvo (Glavkomat) Kopenskih sil je v Moskvi in usmerja njihove dejavnosti.
Rodovi Kopenskih sil so motorizirane strelske, tankovske, artilerijske in raketne sile, enote za zračno obrambo, posebne enote (izvidniške, signalne, inženirske in avtomobilske enote, enote za radioelektronsko bojevanje in enote za jedrsko, biološko in kemično zaščito, enote za logistično podporo in enote za zaščito zaledja), posebne sile, vojaške in logistične enote.
Od vojaških reform leta 2008 so Kopenske sile sestavljene iz armad, podrejenih petim vojaškim okrogom.
V Rusiji so reorganizacije vojaških okrogov pogoste. Pri zadnji spremembi 1. januarja 2021 je bilo poveljstvo Severna flota povzdignjeno v polnopravni vojaški okrog.
V zadnjih letih poteka reorganizacija armad, ki po novem ponovno vsebujejo divizije, kot v času Sovjetske zveze in v Rusiji do vojaških reform leta 2008, ko so bile divizije reorganizirane v brigade.
V času krepitve ruskih enot na meji z Ukrajino spomladi in jeseni 2021, sta večino prispelih sil prispevali 41. armada (prestavljena sprva na vojaški poligon Pogonovo pri Voronežu in nato v Jelnjo pri Smolensku) in 58. armada (prestavljena na vojaški poligon Opuk na Krimu). Skupno naj bi se leta 2021 nahajalo na ruski meji z Ukrajino okrog 100.000 vojakov, kar je več kot v času priključitve Krima in kadarkoli pozneje med vojno v Donbasu. Število sicer obsega tako obstoječe enote v bližini meje (8. in 20. armada) kot tudi novo prispele (41. in 58. armada).
| Okrožje                                                                                 | Armada                        | Generalštab     |
| --------------------------------------------------------------------------------------- | ----------------------------- | --------------- |
| Moskovsko vojaško okrožje                                                               | 1. gardna tankovska armada    | Odincovo        |
| Moskovsko vojaško okrožje                                                               | 20. gardna kombinirana armada | Voronež         |
| Leningrajsko vojaško okrožje                                                            | 6. kombinirana armada         | Agalatovo       |
| Leningrajsko vojaško okrožje                                                            | 11. korpus                    | Kaliningrad     |
| Leningrajsko vojaško okrožje                                                            | 14. korpus                    | Murmansk        |
| Južno vojaško okrožje (Generalpolkovnik Sergej Kuzovlev) (Poveljstvo Rostov na Donu)    | 8. gardna kombinirana armada  | Novočerkassk    |
| Južno vojaško okrožje (Generalpolkovnik Sergej Kuzovlev) (Poveljstvo Rostov na Donu)    | 49. kombinirana armada        | Stavropol       |
| Južno vojaško okrožje (Generalpolkovnik Sergej Kuzovlev) (Poveljstvo Rostov na Donu)    | 58. kombinirana armada        | Vladikavkaz     |
| Južno vojaško okrožje (Generalpolkovnik Sergej Kuzovlev) (Poveljstvo Rostov na Donu)    | 22. korpus                    | Sevastopol      |
| Centralno vojaško okrožje (Generalporočnik Andrej Mordvičev) (Poveljstvo Jekaterinburg) | 2. gardna tankovska armada    | Samara          |
| Centralno vojaško okrožje (Generalporočnik Andrej Mordvičev) (Poveljstvo Jekaterinburg) | 41. kombinirana armada        | Novosibirsk     |
| Vzhodno vojaško okrožje (Generalpolkovnik Rustam Muradov) (Poveljstvo Habarovsk)        | 5. kombinirana armada         | Ussurijsk       |
| Vzhodno vojaško okrožje (Generalpolkovnik Rustam Muradov) (Poveljstvo Habarovsk)        | 29. kombinirana armada        | Čita            |
| Vzhodno vojaško okrožje (Generalpolkovnik Rustam Muradov) (Poveljstvo Habarovsk)        | 35. kombinirana armada        | Belogorsk       |
| Vzhodno vojaško okrožje (Generalpolkovnik Rustam Muradov) (Poveljstvo Habarovsk)        | 36. kombinirana armada        | Ulan-Ude        |
| Vzhodno vojaško okrožje (Generalpolkovnik Rustam Muradov) (Poveljstvo Habarovsk)        | 68. korpus                    | Južno-Sahalinsk |

## Oprema
Ruske kopenske sile so v osnovi artilerijska vojska, ki uporablja okrog 1000 kosov raketne artilerije (BM-21 Grad, BM-27 Uragan), 2000 kosov samovozne artilerije (2S-19 Msta-S) in 1500 kosov vlečne artilerije (2A18 D-30). Množična raba artilerije v kopenskih silah izhaja iz časa druge svetovne vojne, ko sovjetske tankovske sile niso bile uspešne pri prebijanju fronte in prodiranju skozi nemške položaje na poljubni točki zaradi razlik v opremi in vojaški taktiki ter so se zanašale na množično uporabo artilerije, dokler ni bila najdena šibka točka v nemškem obrambnem perimetru.
Poleg tega Ruske kopenske sile uporabljajo veliko število tankov (okrog 2800 – 2000 T-72, 450 T-80, 370 T-90 in 20 T-14), pri čemer so pred njimi samo Kitajske kopenske sile. Okrog polovica tankov je sodobnih, pri čemer gre večinoma za modernizirane tanke T-72B3 (okrog 850), T-72B3M (550), T-80BVM (140) in T-90M (85), leta 2021 pa so prišli v uporabo tudi prvi kosi najnovejšega tanka T-14.